# Totten-Gletscher
Der Totten-Gletscher ist ein großer Gletscher von rund 64 km Länge und bis zu 32 km Breite im ostantarktischen Wilkesland. Er fließt vom antarktischen Eisschild zunächst in nordöstlicher Richtung, um dann nordwestwärts östlich von Kap Waldron in Form einer imposanten Gletscherzunge an der Sabrina-Küste in den Südlichen Ozean zu münden.
Kartiert wurde der Gletscher anhand von Luftaufnahmen, die bei der vom US-amerikanischen Polarforscher Richard Evelyn Byrd geleiteten Operation Highjump (1946–1947) entstanden. Das Advisory Committee on Antarctic Names benannte den Gletscher 1955 und die Gletscherzunge 1956 nach George M. Totten (1816–1857), Midshipman und Kartograf auf der USS Vincennes bei der United States Exploring Expedition (1838–1842) unter der Leitung des US-amerikanischen Polarforschers Charles Wilkes.
Der Totten-Gletscher ist der größte Gletscher in der Ostantarktis. Er zeigt Anzeichen eines Rückgangs. Ein Abschmelzen des Gletschers würde zur Entleerung von ca. 550.000 km² des Eisschilds in seinem Einzugsgebiet und damit zu einer Erhöhung des Meeresspiegels von 3,5 m weltweit führen. Bei Forschungen von 2018 bis 2019 wurden unter dem Gletscher große Süßwasserseen entdeckt, die das Abschmelzen des Gletschers noch beschleunigen könnten.
Die Stabilität des Totton-Gletschers ist durch die Marine Ice Sheet Instability gefährdet, da er eine entsprechende Topologie aufweist.